# Pseudolimnophila princeps
Pseudolimnophila princeps är en tvåvingeart som beskrevs av Alexander 1921. Pseudolimnophila princeps ingår i släktet Pseudolimnophila och familjen småharkrankar.
Artens utbredningsområde är Kamerun. Inga underarter finns listade i Catalogue of Life.